# Delphinium tarbagataicum
Delphinium tarbagataicum är en ranunkelväxtart som beskrevs av C.Y. Yang och B. Wang. Delphinium tarbagataicum ingår i släktet storriddarsporrar, och familjen ranunkelväxter. Inga underarter finns listade i Catalogue of Life.